# Pueblo mube
El pueblo mube (también conocido como mubi o moube) es una etnia de Chad. Forma parte del complejo de pueblos hadjarai. Sus principales comunidades se encuentran en la región de Guéra, al este de Mongo. Sus principales recursos económicos son la agricultura alimentaria, ganadería bovina, ovina, caprina y caballar. Poseen una lengua nativa llamada mubi que tenía unos 112.000 hablantes a 2016. Según estudios etnoreligiosos, la totalidad de la población es musulmana suní.

## Idioma
El idioma mubi pertenece al filo afroasiático y a la familia de lenguas chádicas del este. Los hablantes del idioma mubi se localizan principalmente en la región de Guéra, departamento de Guéra, subprefectura de Mangalmé, distribuidos en unas 135 aldeas. También en la región de Batha.

## Cultura
Los Mubi viven al este de las montañas Abou Telfane y al sur de massalit (massalat) en la prefectura de Mangalmé. Se dividen en tres cantones (comunidades políticas): Mubi Hadaba en el norte, Mubi Zarga en el sur y Mubi Goz en el este. Viven en 135 pequeños pueblos fortificados con setos espinosos alrededor del pueblo de Mangalmé. Cultivan mijo, sorgo, sésamo, frijoles, algodón y maní. Su territorio es atravesado regularmente por los árabes missirie, un subgrupo djoheina (djuhayna), con quienes intercambian bienes y servicios. Los mube se han dedicado desde la década de 1960 a la cría de ganado. Cada aldea tiene un rebaño, que se pone al cuidado de un pastor comunal o de un grupo de hombres jóvenes que llevan a los animales a pasar el invierno en los wadis (cauces de arroyos estacionalmente secos). Además, crían cabras, ovejas, burros y caballos.
El matrimonio mixto es común con todos los grupos étnicos vecinos, como los masmadje (masmaye), birgit (birgid), tdadjo y missirie. Generalmente, está prohibido casarse con árabes haddat (hadad), los herreros.
Las mujeres de otros grupos étnicos tienen que aprender el idioma mubi una vez casada con un miembro del grupo. La mayoría utiliza el árabe como segundo idioma para comunicarse con personas de otros grupos lingüísticos.
Desde 1965, los mube han jugado un papel importante en la rebelión contra el gobierno. La subprefectura Mangalme fue creada a fines de la década de 1970 para mantener la ley y el orden en la zona.